# Jiří Fuchs
Jiří Fuchs (* 27. Januar 1987) ist ein tschechischer Grasskiläufer. Er startete von 2003 bis 2008 im Weltcup und wurde 2004 Vize-Juniorenweltmeister im Slalom.

## Karriere
Jiří Fuchs bestritt 2002 seine erste Juniorenweltmeisterschaft, konnte sich dabei aber nur im Schlussfeld klassieren. Im nächsten Jahr erreichte er bei der Junioren-WM 2003 in Goldingen Platz neun im Slalom und Platz zehn in der Kombination sowie jeweils Rang 20 im Riesenslalom und im Super-G. Ende August 2003 startete er bei den Weltcuprennen in Nové Město na Moravě und fuhr dabei auf Platz 23 im Slalom und Rang 25 im Riesenslalom. Im September erreichte er bei der Weltmeisterschaft 2003 in Castione della Presolana mit Platz elf im Slalom und Rang 26 im Super-G den neunten Platz in der Kombination. Im Riesenslalom wurde er 19. Bei der Juniorenweltmeisterschaft 2004 in Rettenbach gewann Fuchs hinter dem Österreicher Marc Zickbauer die Silbermedaille im Slalom. In der Kombination kam er auf Platz vier und im Riesenslalom sowie im Super-G auf Platz sieben. Im Weltcup fuhr er in der Saison 2004 in sieben von neun Rennen in die Punkteränge. Sein bestes Resultat war der elfte Platz in der Kombination von Forni di Sopra und im Gesamtweltcup erreichte er damit Rang 18. Im Jahr 2005 nahm der Tscheche an keinen Grasskirennen teil.
In der Saison 2006 gelangen Fuchs mehrere Top-10-Ergebnisse bei FIS-Rennen, darunter auch ein dritter Platz im Slalom von Rettenbach, im Weltcup blieb er jedoch ohne Punkte. In seinem einzigen Weltcuprennen, dem Riesenslalom von České Petrovice, wurde er nach einem Torfehler im ersten Lauf disqualifiziert. Bei der Juniorenweltmeisterschaft 2006 in Horní Lhota u Ostravy wurde er zeitgleich mit dem Österreicher Martin Geretschläger Siebenter im Riesenslalom und Zwölfter im Super-G. Im nächsten Jahr erreichte er bei der Junioren-WM 2007 in Welschnofen Platz vier im Slalom sowie Rang elf im Riesenslalom und Rang 13 im Super-G. Bei FIS-Rennen erreichte er in der Saison 2007 als bestes Resultat den zweiten Platz im Slalom von Traisen und im Weltcup kam er bei seinem einzigen Saisonrennen im Riesenslalom von Čenkovice auf Platz sechs. Im Gesamtweltcup belegte er damit Rang 39. Bei der Weltmeisterschaft 2007 in Olešnice v Orlických horách erreichte er den achten Platz im Slalom. In den anderen Bewerben konnte er sich aber nur im Schlussfeld klassieren. In der Saison 2008 war Fuchs neben Wettbewerben des Tschechien-Cups nur in den FIS- und Weltcuprennen in Rettenbach am Start. In der Weltcup-Super-Kombination kam er jedoch nicht ins Ziel, weshalb er in diesem Jahr wieder ohne Weltcuppunkte blieb. In der Saison 2009 nahm der Tscheche erneut an keinen Rennen teil. 2010 und 2011 startete er wieder mehrmals im Tschechien-Cup, nahm aber an keinen FIS- oder Weltcuprennen mehr teil. 2012 nahm er auch im Tschechien-Cup an keinen Wettkämpfen teil.
Seit 2002 startet Fuchs, vorwiegend in seinem Heimatland Tschechien, auch bei Wettbewerben im Alpinen Skisport. In FIS-Rennen kam er bisher fünfmal unter die besten zehn.

## Erfolge

### Weltmeisterschaften
- Castione della Presolana 2003: 9. Kombination, 11. Slalom, 19. Riesenslalom, 26. Super-G
- Olešnice v Orlických horách 2007: 8. Slalom, 36. Riesenslalom, 53. Super-G, 53. Super-Kombination

### Juniorenweltmeisterschaften
- Nové Město na Moravě 2002: 26. Kombination, 31. Slalom, 34. Super-G, 38. Riesenslalom
- Goldingen 2003: 9. Slalom, 10. Kombination, 20. Riesenslalom, 20. Super-G
- Rettenbach 2004: 2. Slalom, 4. Kombination, 7. Riesenslalom, 7. Super-G
- Horní Lhota u Ostravy 2006: 7. Riesenslalom, 12. Super-G
- Welschnofen 2007: 4. Slalom, 11. Riesenslalom, 13. Super-G

### Weltcup
- Fünf Platzierungen unter den besten 20